# Lyndhurst (mansión)
Lyndhurst, también conocida como la finca de Jay Gould, es una casa de campo de estilo neogótico que se encuentra en su propia parcela de 27 hectáreas junto al río Hudson, en la villa de Tarrytown, en el estado de Nueva York (Estados Unidos). Está a unos 800 m al sur del puente Tappan Zee en la US 9. Fue designada Monumento Histórico Nacional en 1966.

## Historia
Diseñada en 1838 por Alexander Jackson Davis, la casa fue propiedad sucesivamente del alcalde de Nueva York, William Paulding Jr., el comerciante George Merritt y el magnate de los ferrocarriles Jay Gould.
Paulding la llamó ¡"Knoll", aunque los críticos rápidamente la llamaron "Paulding's Folly" debido a su inusual diseño que incluye fantásticas torretas y contornos asimétricos. La piedra caliza de su exterior se extrajo en Sing Sing en la actual Ossining, Nueva York.
Merritt, el segundo propietario, contrató a Davis como su arquitecto, y entre 1864 y 1865 duplicó el tamaño de la mansión, renombrándola "Lyndenhurst" en honor a los tilos (linden, en inglés) de la finca. La nueva ala norte de Davis incluía una imponente torre de cuatro pisos, una nueva puerta cochera (la antigua fue remodelada como un vestíbulo con paredes de vidrio), un nuevo comedor, dos dormitorios y cuartos de servicio.
Gould compró la propiedad en 1880 para usarla como casa de campo, acortó su nombre a "Lyndhurst" y la ocupó hasta su muerte en 1892. En 1961, la hija de Gould, Anna Gould, la donó al Fideicomiso Nacional para la Preservación Histórica. La propiedad está actualmente abierta al público.

## Arquitectura
A diferencia de las mansiones posteriores a lo largo del río Hudson, las estancias de Lyndhurst son pocas, de una escala más modesta y de carácter fuertemente neogótico. Los pasillos son estrechos, las ventanas pequeñas y con arcos pronunciados, y los techos son puntiagudos, abovedados y ornamentados. El efecto es a la vez sombrío y sumamente romántico; la gran galería de arte de doble altura ofrece un contraste de luz y espacio.
La casa se encuentra dentro de un amplio parque diseñado en estilo naturalista inglés por Ferdinand Mangold, a quien Merritt contrató. Mangold drenó los pantanos circundantes, dispuso parterres de césped, plantó árboles y construyó un invernadero. El parque es un ejemplo sobresaliente del paisajismo del siglo XIX con un camino de entrada curvo que revela vistas "sorpresa" de zonas de césped onduladas, acentuadas con arbustos y grandes árboles. El invernadero de vidrio de 120 m de altura con cúpula bulbosa y marco de hierro era uno de los invernaderos privados más grandes de los Estados Unidos de la época.

## En la cultura popular
- El director Sidney Lumet usó Lyndhurst como localización para dos películas: Reversal of Fortune (1990) y Gloria (1999).[4]
- The Men Who Built America de The History Channel se filmó en Lyndhurst en el verano de 2012.[5]
- Winter's Tale (2013) se filmó en Lyndhurst en enero de 2013.[6]
- Lyndhurst apareció en la temporada 1, episodio 3 de la serie Castle Secrets & Legends de Travel Channel (fecha de emisión original el 9 de febrero de 2014).[7]

## Galería

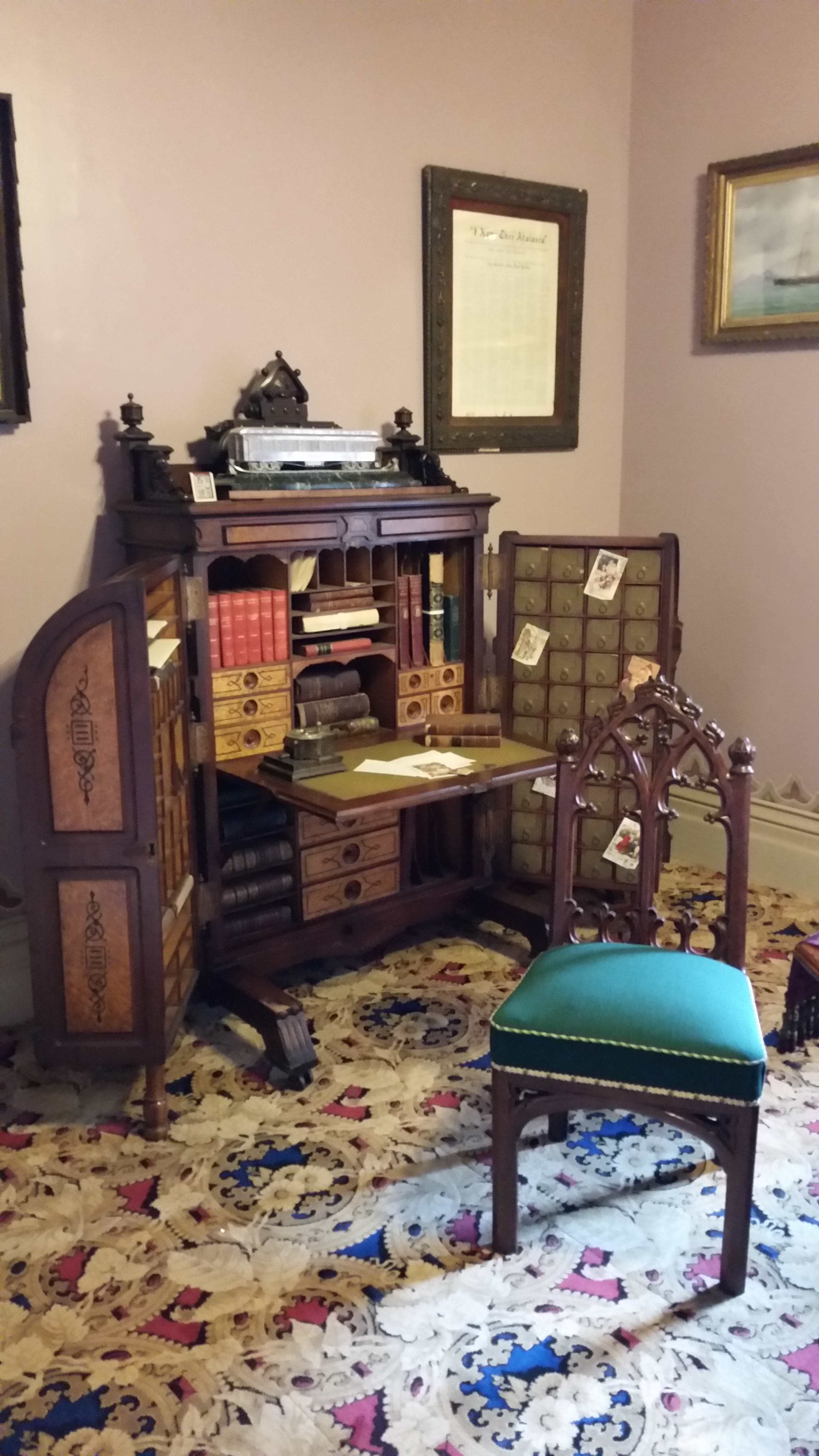
Oficina de Gould
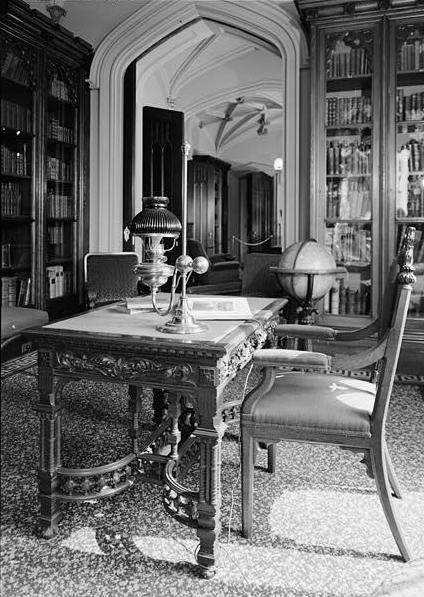
La biblioteca del lado norte
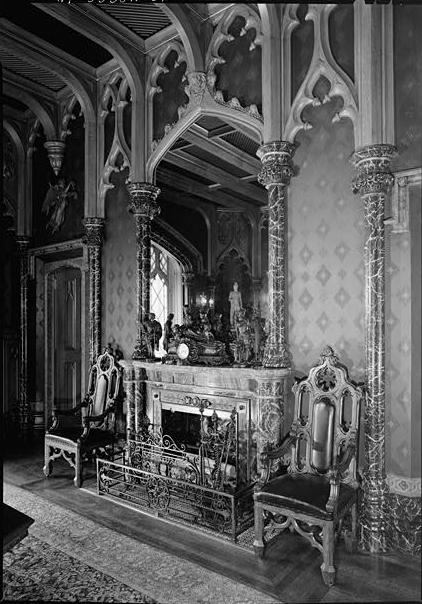
Una chimenea de comedor
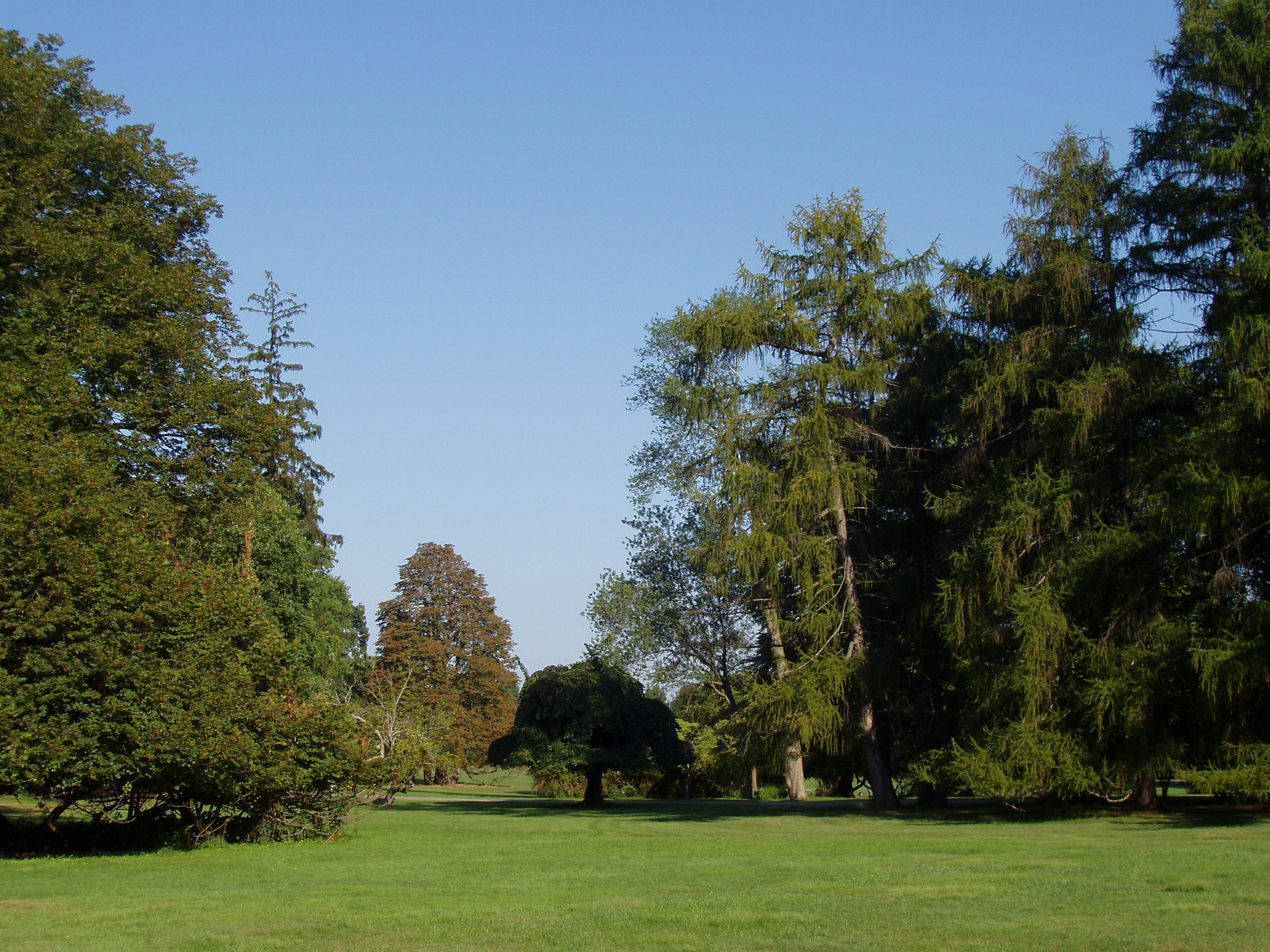
Una vista desde el parque delantero
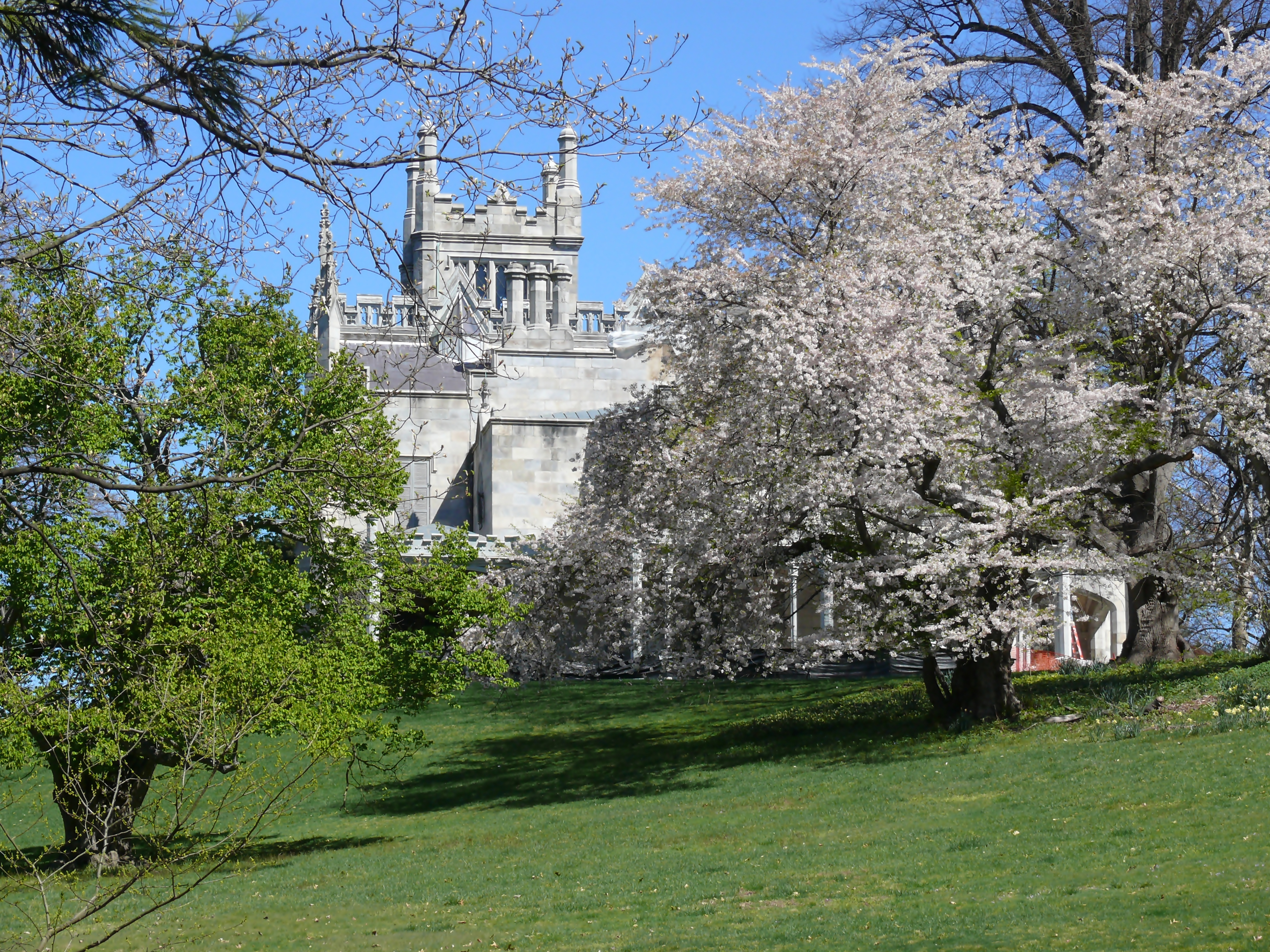
La finca florecida

## Otras lecturas
- Great Houses of the Hudson River, Michael Middleton Dwyer, editor, con prefacio de Mark Rockefeller, Boston, MA: Little, Brown and Company, publicado en asociación con Historic Hudson Valley, 2001.ISBN 0-8212-2767-X.